# Yuichi Komano
Yuichi Komano (Wakayama, 25. srpnja 1981.) bivši je japanski nogometaš.

## Klupska karijera
Igrao je za Sanfrecce Hiroshima, Júbilo Iwata i FC Tokyo.

## Reprezentativna karijera
Za japansku reprezentaciju igrao je od 2005. do 2013. godine. Za japansku reprezentaciju odigrao je 78 utakmica postigavši 1 pogodaka.
S japanskom reprezentacijom Yuichi Komano je igrao na dva svjetska prvenstva (2006. i 2010.).

## Statistika
| Japan  | Japan | Japan |
| Godina | Nas.  | Gol.  |
| ------ | ----- | ----- |
| 2005.  | 5     | 0     |
| 2006.  | 10    | 0     |
| 2007.  | 12    | 0     |
| 2008.  | 13    | 0     |
| 2009.  | 9     | 0     |
| 2010.  | 11    | 0     |
| 2011.  | 7     | 1     |
| 2012.  | 5     | 0     |
| 2013.  | 6     | 0     |
| Ukupno | 78    | 1     |

## Vanjske poveznice
- National Football Teams
- Japan National Football Team Database